# Knieper (Stralsund)
Knieper ist ein Stadtgebiet im Norden von Stralsund. Es ist in die Stadtteile Knieper Vorstadt, Knieper Nord und Knieper West gegliedert. Der Stadtteil Knieper West wiederum ist gegliedert in Knieper West I, Knieper West II und Knieper West III. Im Jahr 2022 lebten hier 24.676 Menschen.

OSM-Karte des Stadtgebiets Knieper (2023)

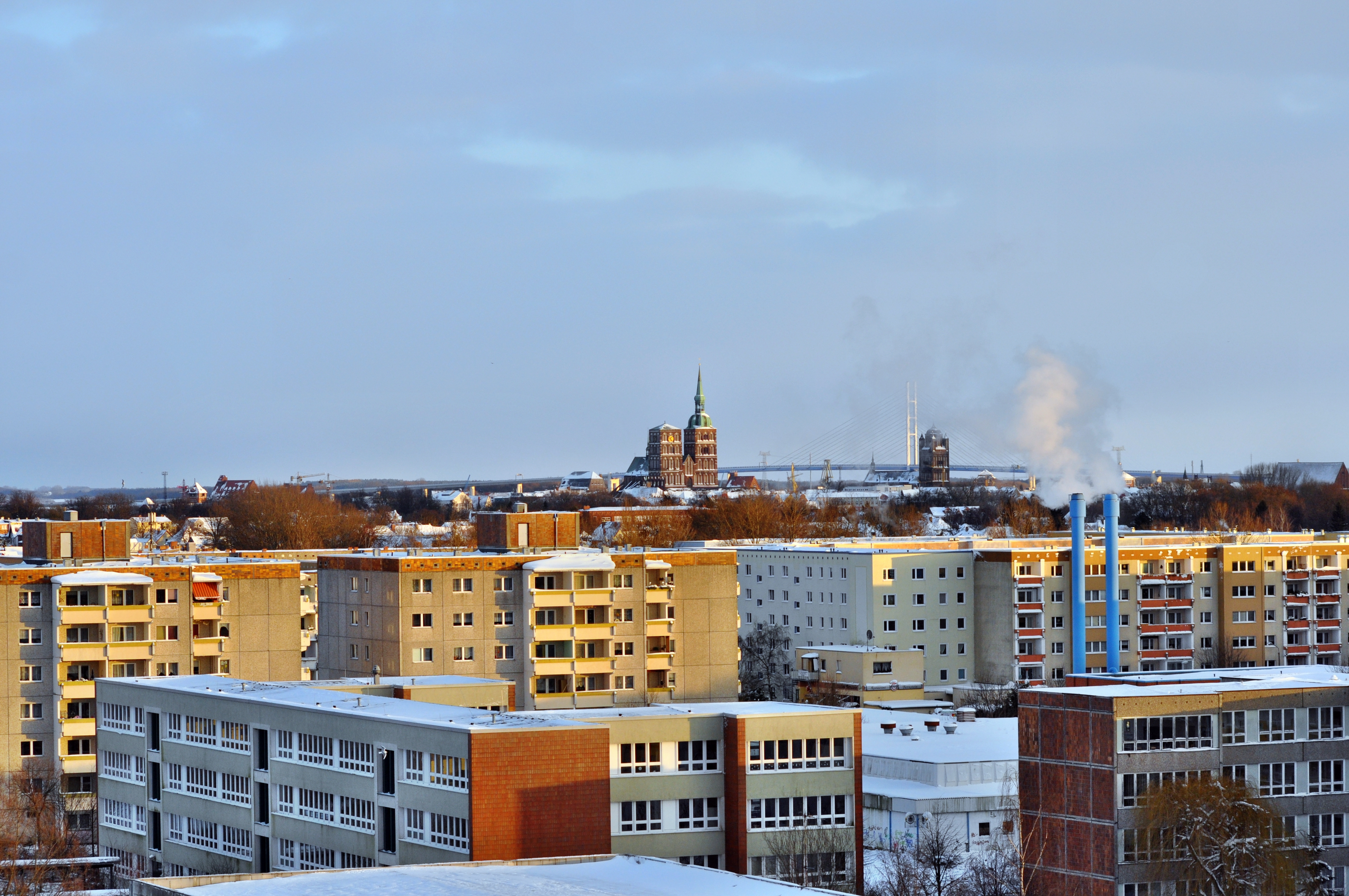
Knieper West III, Wohnhäuser und Schulen, im Hintergrund die Altstadt und die Volkswerft (2010)

## Errichtung

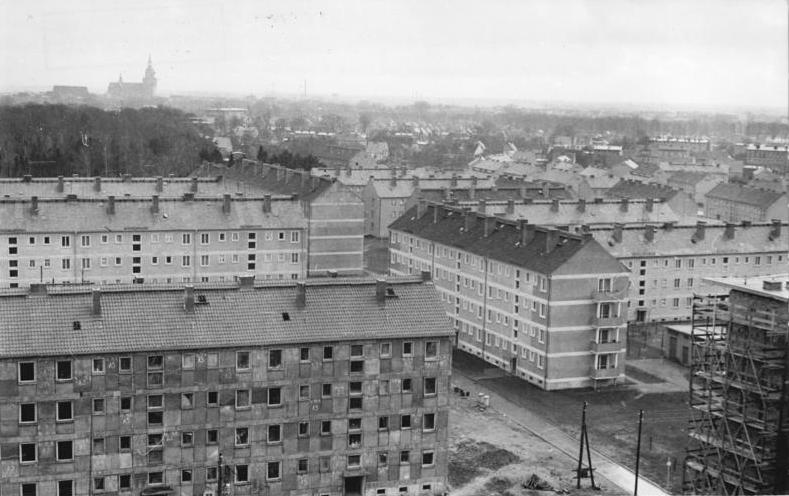
Stralsund, Knieper Nord, Wohnblocks (1962)

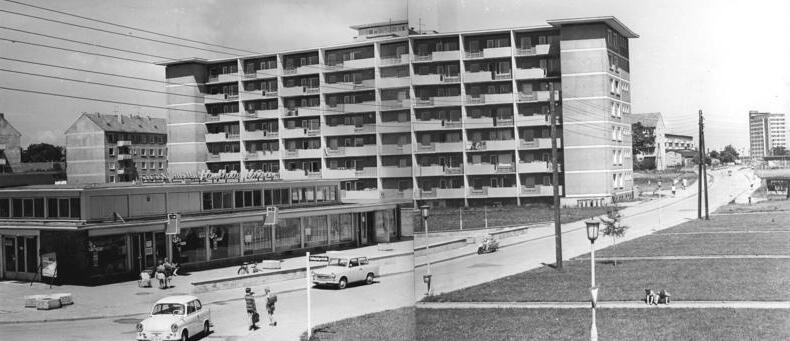
Stralsund, Knieper Nord, Kaufhalle „Knieper“ und Wohnblock (1966)

Ab Sommer 1958 wurde im Stadtteil Kniepervorstadt von Stralsund zum ersten Mal industriell gebaut. Am 3. September 1958 wurde für den ersten so gebauten Wohnblock in der Prohner Straße (damals noch Prohner Chaussee) das Richtfest gefeiert. Der mehrgeschossige Wohnblock war zu dieser Zeit noch von unbebautem Gelände umgeben. Der zweite Wohnblock wurde am 7. Oktober 1958, dem Tag der Republik, übergeben.
Für die Produktion der weiter benötigten Großblöcke wurde im Rahmen des Nationalen Aufbauwerks auf dem Gelände der Zuckerfabrik ein Betonwerk gebaut. Das Betonwerk nahm am 1. März 1959 die Produktion auf.
Die Großblockbauweise wurde bald abgelöst von der Plattenbauweise. Ein Plattenwerk des Wohnungsbaukombinats am Heinrich-Heine-Ring übernahm die Produktion der Fertigbauteile. Damit wurde im Jahr 1964 die Bauzeit eines Wohnblocks von 60 Tagen im Rohbau auf 35 Tage verkürzt.
Der Stadtteil Knieper Nord war das erste in Plattenbauweise errichtete Wohngebiet in Stralsund. Im Januar 1963 wurden die ersten Wohnungen in viergeschossigen Häusern im Heinrich-Heine-Ring übergeben. Am 22. August 1964 wurde die letzte der insgesamt 2.670 Wohnungen in Knieper Nord fertiggestellt. Am 1. September 1964 wurde die Schule in der Johannes-R.-Becher-Straße zur Nutzung übergeben, im März 1965 die Kaufhalle „Knieper“ in der Kedingshäger Straße. Im Jahr 1967 folgte die Kaufhalle „Am Sund“. In der Kedingshäger Straße wurde von 1970 bis 1971 durch die Arbeiter-Wohnungsbaugenossenschaft der Volkswerft ein Kulturhaus gebaut, das zu Ehren Fiete Dettmanns benannt wurde. Am 29. April 1972 wurde das „Café am Hochhaus“ eröffnet.

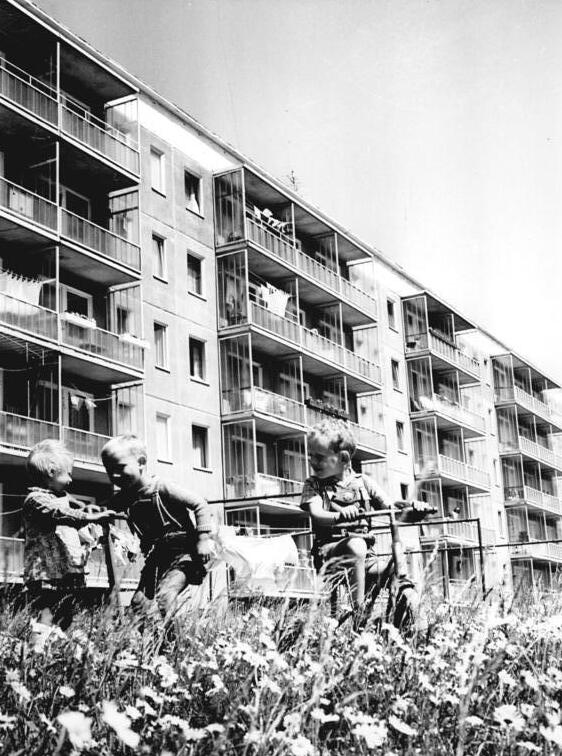
Stralsund, Knieper-West, Plattenbau (1966)

Am 19. September 1963 beschloss die Stadtverordnetenversammlung den Aufbau des Stadtteils Knieper West auf einer Fläche von 75 Hektar, gelegen zwischen Zentralfriedhof und Stadtwald. Der sogenannte erste Spatenstich wurde am 25. Juni 1964 getätigt, Grundsteinlegung für das Wohngebiet Knieper West I, dem zweiten Plattenbaugebiet, war am 26. August 1964. Im März 1965 zogen die ersten 75 Mieter in Wohnungen des neuen Stadtteils ein. Am 1. September 1965 erhielt der Stadtteil seine erste Polytechnische Oberschule (POS), am 2. Februar 1967 die erste kombinierte Einrichtung mit Kindergarten und Kinderkrippe. Ein Heizwerk, dessen 130 Meter hoher Schornstein die Silhouette der Stadt fortan mitprägte, versorgte ab dem 1. Oktober 1967 die Wohnungen des Stadtteils über Fernwärmeleitungen mit Heizung. Am 3. März 1969 wurde die 2.000ste Wohnung übergeben. Ebenfalls 1969 wurde die zweite POS übergeben sowie die Kaufhalle „8. März“ eröffnet. Im Jahr 1975 entstand in Knieper West die bis dato größte Turnhalle der Stadt.
Das Plattenwerk wurde ab September 1974 rekonstruiert und auf die Produktion der WBS 70-Platten umgestellt, die für die Errichtung des Stadtteils Knieper West III benötigt wurden. In der Zeit dieser Rekonstruktion wurden in den Jahren 1974 bis 1975 einige Neubauten an Einzelstandorten in Knieper Nord errichtet.
Am 12. Januar 1976 wurde mit dem Bau des ersten Wohnkomplexes im Stadtteil Knieper West III begonnen. Die erste Kindertagesstätte wurde am 1. März 1977 übergeben. Mit der POS „Karl Marx“ entstand 1979 in Knieper West III die zwölfte POS der Stadt; eine zweite Kindertagesstätte öffnete am 30. April 1980. Die letzte Platte im Stadtteil wurde am 27. März 1981 am Block 058 gesetzt.
Das ab 1975 am Rand des Neubaugebietes Knieper West errichtete, am 16. Oktober 1977 eingeweihte St. Nikolai Gemeindezentrum war der erste Sakralbau in einem DDR-Neubaugebiet.
Bis Ende 1972 waren in Knieper 3500 Wohnungen gebaut worden, weitere 3500 waren in Planung. In Knieper West waren bis 1970 2.788 Wohnungen entstanden. In den Jahren 1971 bis 1975 waren in Stralsund 1.649 Wohnungen und 122 Eigenheime gebaut worden, im Juni 1973 wurde die 10.000ste Neubauwohnung übergeben. Bis 1981 entstanden in den Stadtteilen Knieper Nord und Knieper West insgesamt 10.400 Wohnungen, davon 8.200 Wohnungen in Knieper West.
Nach Knieper West entstand ab dem 6. Oktober 1980 der ebenfalls in Plattenbauweise errichtete Stadtteil Grünhufe.

## Entwicklung

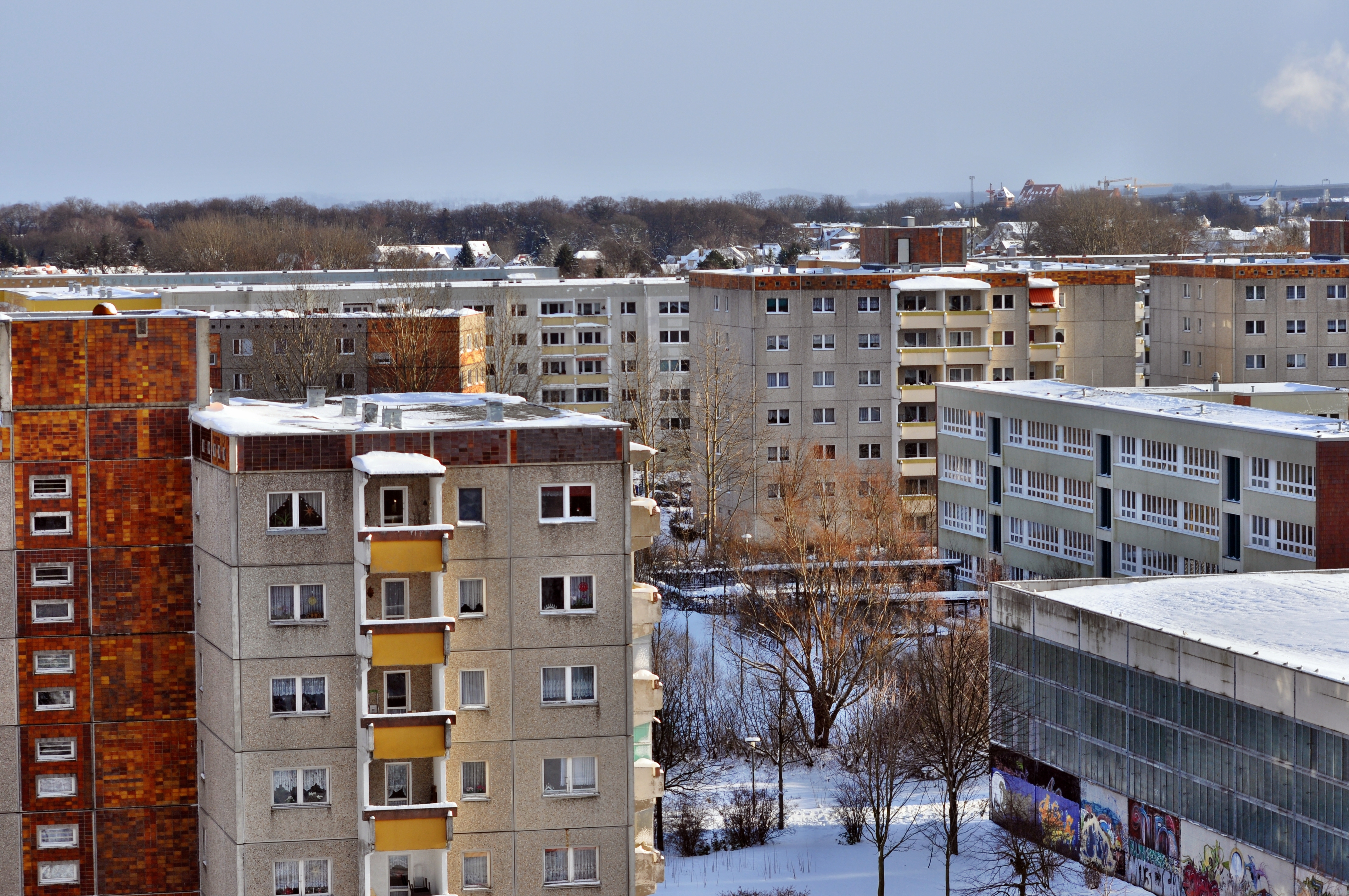
Knieper West III, Wohnhäuser, Karsten-Sarnow-Schule, Knieper-Center (2010)

Der Strukturwandel nach der Wende brachte Einwohnerverluste mit sich, zudem sinkende Beschäftigungszahlen und Arbeitslosigkeit. Mit Geldern aus Städtebauförderprogrammen wurde ab 1993 eine Aufwertung des Wohnumfelds in Knieper West vorgenommen. Seit dem Jahr 2002 ist Stralsund auch im Programm „Stadtumbau Ost“  vertreten; Knieper West wurde im Jahr 2005 aus diesem Programm herausgenommen.
Viele der Plattenbauten wurden saniert, modernisiert und dabei teils umgebaut. Ein 8.000 m² großer Gemeinschaftsgarten wurde in Knieper West III angelegt.
Im Jahr 2007 wurde das „Johann-Gottfried-Herder-Gymnasium“ in Knieper West geschlossen, das Gebäude diente bis 2022 als Ausweichquartier für das Schulzentrum am Sund. Die ehemalige POS „Friedrich Engels“ (errichtet 1978) in Knieper West III, die nach 1990 als Grundschule „Karsten Sarnow“ genutzt worden war und zuletzt lange Zeit leer stand, wurde im Jahr 2013 abgerissen, auf dem Gelände entstanden Mehrfamilienhäuser.
In den Jahren 2016 und 2017 war der Stadtteil Knieper der Stralsunder Stadtteil mit der höchsten Kriminalitätsrate.
Ab 2017 wurden im „Quartier Knieper Nord“ weitere Häuser gebaut. Das Wohngebiet Prohner Straße soll ab 2023 in Knieper Nord errichtet werden.
Das Stadtgebiet Knieper wurde 2018 in das Programm Stadtteile mit besonderem Entwicklungsbedarf – Soziale Stadt aufgenommen, Ziele sind die Stärkung der der sozialen Infrastruktur sowie die Erhöhung des Wohnwertes durch Aufwertungsmaßnahmen zur Verbesserung des Wohnumfeldes.
Im März 2023 wurden aus Mitteln des Bundeshaushalts über 4,5 Millionen Euro für eine Umgestaltung de Heinrich-Heine-Rings bewilligt, die Stadt Stralsund investiert zudem 800.000 Euro. Mit dem Geld soll ein Boulevard  gestaltet werden, die Straße wird einspurig als Allee ausgeführt. Die Bundesmittel kommen aus dem Programm „Anpassung urbaner Räume an den Klimawandel“.
Geplant ist (Stand 2023) auch die Einrichtung einer Schule als Kinder- und Jugendcampus auf dem Gelände des ehemaligen Plattenwerkes.

## Einwohnerentwicklung
Das Stadtgebiet Knieper ist das bevölkerungsreichste Stadtgebiet in Stralsund. Der Stadtteil Knieper West ist der bevölkerungsreichste Stadtteil.
Nach 1989 verlor Stralsund etwa ein Fünftel seiner Bevölkerung, überwiegend durch Abwanderung.
Von 1992 bis 2003 gab es einen kontinuierlichen Rückgang der Einwohnerzahlen in Knieper West von 22,8 %, in der Kniepervorstadt von 4,9 %  und in Knieper Nord von 5,7 %. Zwischen 1999 und 2013 betrug der Einwohnerrückgang in Knieper 12,9 % (3.725 Einwohner).
| Jahr | Knieper (gesamt) | Knieper- vorstadt | Knieper Nord | Knieper West | Stralsund (gesamt) |
| ---- | ---------------- | ----------------- | ------------ | ------------ | ------------------ |
| 1992 | 32.621           | 6.227             | 7.765        | 18.629       | 70.851             |
| 1996 | 29.807           | 5.373             | 7.412        | 17.022       | 63.860             |
| 2000 | 28.499           | 5.745             | 7.365        | 15.389       | 60.135             |
| 2004 | 27.380           | 5.970             | 7.339        | 15.389       | 58.283             |
| 2008 | 26.184           | 6.071             | 6.977        | 13.136       | 57.081             |
| 2012 | 25.381           | 6.142             | 6.610        | 12.629       | 57.338             |
| 2016 | 25.223           | 6.176             | 6.618        | 12.429       | 57.415             |
| 2020 | 24.789           | 5.921             | 6.718        | 12.150       | 59.139             |

## Sport und Erholung
Die Brunnenaue in der Kniepervorstadt ist ein etwa vier Hektar großes Gelände mit Parkcharakter, sie ist die älteste Parkanlage der Stadt.

## Einrichtungen
Das Wohnungsbaukombinat der Stadt unterhielt am Heinrich-Heine-Ring ein mehrstöckiges Verwaltungsgebäude. Seit 1990 wird es von diversen Unternehmen und Ärzten genutzt.
Im Oktober 1969 wurde in Anwesenheit von Erhard Krack der VEB Blechpackungswerk eröffnet. Nach 1990 wurde der Betrieb eingestellt.
Zwei Ärztehäuser – eins in Knieper Nord, eins in Knieper West – werden durch Arztgemeinschaften betrieben.
Das St. Nikolai Gemeindezentrum gehört zur Kirchengemeinde St. Nikolai der St.-Nikolai-Kirche.
Die Offiziershochschule der Volksmarine „Karl Liebknecht“ wurde am 1. Juli 1956 als „Seeoffizierslehranstalt“ nahe der Schwedenschanze eröffnet. Nach 1990 entstanden auf dem Gelände der aufgelösten Einrichtung das Berufsförderungswerk Stralsund sowie die Hochschule Stralsund.
In ein 1999 eröffnetes Dienstgebäude der Deutschen Rentenversicherung Bund an der Straße Zur Schwedenschanze in Knieper Nord zog auch das Finanzamt Stralsund mit ein, das zuvor an der Lindenstraße untergebracht war.
Die Stadt Stralsund plant (Stand Juni 2021) einen Wirtschafts- und Wissenschaftscampus in Knieper Nord, westlich der Parower Chaussee.

## Verkehr
Das Stadtgebiet ist an den Nahverkehr, der von der Verkehrsgesellschaft Vorpommern-Rügen betrieben wird, angeschlossen.

## Kulturelle Rezeption
Im Stadtteil Knieper West spielt ein großer Teil der von Hendrik Bolz in seinem Buch Nullerjahre verfassten Autofiktion.